# Időlovagok
Az Időlovagok RTL-es szinkronban Az ifjú időlovagok (eredeti cím: Minutemen) 2008-ban bemutatott amerikai televíziós film, a Disney Channel eredeti produkciójában, Jason Dolley főszereplésével. A rendezője Lev L. Spiro, az írója John Killoran, a zeneszerzője Nathan Wang. A tévéfilm a Salty Pictures gyártásában készült, a Disney-ABC Domestic Television forgalmazásában jelent meg. Műfaját tekintve kalandfilm, filmvígjáték, sci-fi film, fantasy film és ifjúsági film.
Amerikában 2008. január 25-én mutatták be a Disney Channel-ön, Magyarországon a Disney csatornán és az RTL Klubon vetítették le a televízióban.

## Szereplők
| Szereplő                 | Színész           | Magyar hang              | Magyar hang                                      |
| Szereplő                 | Színész           | Disney Channel           | RTL Klub                                         |
| ------------------------ | ----------------- | ------------------------ | ------------------------------------------------ |
| Virgil Fox               | Jason Dolley      | Minárovits Péter         | ?                                                |
| Charlie Tuttle           | Luke Benward      | Ungvári Gergely          | Morvay Bence                                     |
| Zeke Thompson            | Nicholas Braun    | Gacsal Ádám              | Baráth István                                    |
| Stephanie Jameson        | Chelsea Staub     | Vadász Bea               | ?                                                |
| Derek Beaugard           | Steven R. McQueen | Előd Álmos               | Bódy Gergely                                     |
| Jeanette Pachelewski     | Kara Crane        | Nagy Katica              | Tamási Nikolett                                  |
| Chester                  | Dexter Darden     | Baráth István            | Penke Bence                                      |
| Tolkan igazgatóhelyettes | J.P. Manoux       | Fazekas István           | Fekete Zoltán                                    |
| Renquist ügynök          | James Jamison     | Varga T. József          | Vass Gábor                                       |
| Winthorpe                | Jason Tatom       | Elek Ferenc              | ?                                                |
| Connors                  | Trenton James     | ?                        | Varga Rókus                                      |
| Jocelyn                  | Kellie Cockrell   | Molnár Ilona             | Kántor Kitty                                     |
| Amy Fox                  | Molly Jepson      | Nagy Blanka              | ?                                                |
| Eugene von Hoserberg     | Charlie Fratto    | Penke Bence              | ?                                                |
| Nibly edző               | Terence Goodman   | Balázsi Gyula            | Berzsenyi Zoltán                                 |
| Kisfiú a játszótéren     | Talon G. Ackerman | Penke Soma               | Bogdán Gergő                                     |
| További szereplők        | –                 | Pipó László Sörös Miklós | Czető Roland Előd Botond Fehér Péter Pipó László |

## Filmzene
| Cím                 | Írta                                                      | Előadó      |
| ------------------- | --------------------------------------------------------- | ----------- |
| "Run It Back Again" | Matthew Gerrard Robbie Nevil                              | Corbin Bleu |
| "Like Whoa"         | Antonina Armato Tim James Amanda Michalka Alyson Michalka | 78violet    |

## Premierek
| Ország                    | Dátum             |
| ------------------------- | ----------------- |
| Amerikai Egyesült Államok | 2008. január 25.  |
| Egyesült Királyság        | 2008. február 29. |
| Németország               | 2008. május 17.   |
| Japán                     | 2008. május 23.   |
| Svédország                | 2011. május 1.    |